# Volker Erdmann
Volker Alfred Erdmann (ur. 8 lutego 1941 w Szczecinie, zm. 11 września 2015 w Berlinie) – niemiecki biochemik.

## Życiorys
Erdmann studiował na University of New Hampshire w latach 1958–1966, uzyskując tam licencjat z chemii w 1963 i tytuł magistra w dziedzinie biochemii w 1966. W latach 1966–1968 prowadził badania doktorskie w Instytucie Medycyny Doświadczalnej im. Maxa Plancka w  Getyndze. W 1968 został doktorem nauk technicznych na Uniwersytecie Technicznym w Brunszwiku w dziedzinie biochemii (wraz z chemią i mikrobiologią). Po roku stażu podoktorskiego u Friedricha Cramera w MPI for Experimental Medicine Erdmann został stypendystą Masayasu Nomury na Uniwersytecie Wisconsin w Madison. Następnie wrócił do Instytutu Genetyki Molekularnej Maxa Plancka w Berlinie, gdzie był kierownikiem grupy roboczej w dziale Heinza-Güntera Wittmanna od 1971 do 1980 roku. W 1978 habilitował się na kierunku biochemia na Wolnym Uniwersytecie Berlińskim.
W 1980 roku został profesorem biochemii i biologii molekularnej na Wolnym Uniwersytecie w Berlinie. Był tam również dyrektorem zarządzającym Instytutu Biochemii i dziekanem Wydziału Chemicznego. Był założycielem i rzecznikiem Collaborative Research Center 344 „Struktury regulacyjne kwasów nukleinowych i białek”. W 1988 został mianowany profesorem w Center of Marine Biotechnology na University of Maryland w Baltimore w Stanach Zjednoczonych, w 1994 został tam dyrektorem.
W 1987 roku wraz z Wolframem Saengerem (również z Wolnego Uniwersytetu Berlińskiego) otrzymał Nagrodę im. Gottfrieda Wilhelma Leibniza, prestiżową niemiecką nagrodę badawczą.

## Badania
Erdmann zajmował się przede wszystkim biochemią kwasów rybonukleinowych (RNA) i możliwym zastosowaniem RNA do celów biomedycznych i terapii genowej. W swoich badaniach skupiał się na technologii interferencji RNA, oraz bezkomórkowej biosyntezie białka i aptamerów. W celu krystalizacji kwasów nukleinowych przeprowadzał eksperymenty w warunkach mikrograwitacji w przestrzeni. Erdmann opublikował ponad 400 publikacji naukowych.

## Członkostwa
Założyciel i członek wielu organizacji naukowych:
- Założyciel interdyscyplinarnego stowarzyszenia badawczego „Technologie RNA”
- Członek Berlińsko-Brandenburskiej Akademii Nauk i Polskiej Akademii Nauk.
- CEO RiNA e. V. (sieć RNA)
- Założyciel RiNA GmbH
- Przewodniczący naukowej rady doradczej NOXXON Pharma AG
- Członek rady powierniczej Instytutu Genetyki Molekularnej im. Maxa Plancka
- Członek rady powierniczej Fundacji Wernhera von Brauna
- Członek komisji i paneli eksperckich (m.in. Ernst Reuter Society)